# Chris Foss
Christopher F. Foss, noto come Chris Foss (Guernsey, 16 marzo 1946), è un artista e disegnatore britannico.

## Biografia
Appartiene a una categoria di concept artist solitamente definiti "futuristi visuali", le cui opere si ispirano quasi esclusivamente alla fantascienza, con soggetti riguardanti in particolar modo navi spaziali e scenari futuristici extra-terrestri. I suoi disegni sono diventati copertine per centinaia di libri di fantascienza.  Ha lavorato alla concezione visuale di film come Superman (1978), Alien (1979) e per il progetto Dune di Alejandro Jodorowsky del 1975, poi realizzato da David Lynch nel 1984. Insieme ai colleghi Syd Mead e Ron Cobb, può essere considerato tra i più illustri futuristi visuali di sempre.

## Filmografia

### Artista concettuale
- 1978 - Superman
- 1979 - Alien
- 1995 - Die Sturzflieger

- 1978 - 21st Century Foss (Dragon's Dream/AMP - ISBN 2-86338-002-8)
- 1990 - Diary of a Spaceperson (Paper Tiger, ISBN 1-85028-049-5)